# Buče (Słowenia)
Buče – wieś w Słowenii, w gminie Kozje. W 2018 roku liczyła 148 mieszkańców.